# Time to Move
Time to Move – pierwszy album niemieckiej grupy H-Blockx wydany w 1994 roku.

## Lista utworów
1. Pour Me A Glass
2. Revolution
3. Say Baby
4. Move
5. Fight The Force
6. Little Girl
7. Risin' High
8. H-Blockx
9. Real Love
10. Do What You Wanna Do (Dave Don't Like It)
11. Go Freaky
12. Fuck The Facts
13. Time To Fight

## Twórcy
Henning Wehland-śpiew, gitara
Tim Tenambergen-gitara
Christop "Mason" Maass-perkusja
Dave Gappa-wokal
Fabio Trentini-Bas